# Markl (Gemeinde Windigsteig)
Markl ist eine Ortschaft und eine Katastralgemeinde der Marktgemeinde Windigsteig im Bezirk Waidhofen an der Thaya im niederösterreichischen Waldviertel mit 85 Einwohnern (Stand 1. Jänner 2024).

## Geografie
Das an der Waidhofener Straße liegende Dorf, wo auch die Landesstraße L8116 kreuzt, besteht aus mehreren landwirtschaftlichen Anwesen längs der Ortsdurchfahrt. Am 1. April 2020 umfasste die Ortschaft 49 Adressen.

## Geschichte
Stephan Sleunzer bekam 1395 von Herzog Albrecht IV. sechs Hofstätten am alten Markt in der Pfarre Vitis und 1411 erhielt er vier weitere Hofstätten und ein unbewohntes Gut am alten Markht bei Winidschsteyg auf der Tey, womit die erstmalige urkundliche Nennung auch den Ortsnamen erläutert. 1759 wurde Markl von der Pfarre Vitis abgetrennt und nach Windigsteig eingepfarrt; auch die Schüler kamen nach Windigsteig. Im Jahr 1766 stiftete die Gräfin Maria Leopoldine von Polheim ein Spital in Markl und ließ dazu auch eine Kapelle erbauen.
Im Jahr 1822 wurde der Ort als Dorf mit 27 Häusern genannt, das nach Windigsteig eingepfarrt war, wohin auch die Kinder eingeschult wurden. Die Herrschaft Schwarzenau besaß die Ortsobrigkeit, übte die Landgerichtsbarkeit aus und besorgte die Konskription. Die Untertanen und Grundholde des Ortes gehörten den Herrschaften Schwarzenau, Geras und Meyres.
Laut Adressbuch von Österreich waren im Jahr 1938 in der Ortsgemeinde Markl ein Gastwirt, eine Mühle, ein Obst- und Gemüsehändler, eine Schneiderin und ein Wagner ansässig.

## Sehenswertes
Im Meierhof bestand zwischen 1915 und 1918 das Internierungslager Markl.

## Persönlichkeiten
- Leopold Wißgrill  (* vermutlich 1701; † um 1770), Maurermeister, Baumeister und Architekt